# Paramount Global
Paramount Global là một tập đoàn truyền thông đại chúng đa quốc gia đa dạng của Mỹ được thành lập thông qua sự hợp nhất giữa công ty CBS Corporation và công ty thành lập thứ hai của Viacom vào ngày 4 tháng 12 năm 2019, được tách ra từ công ty đầu tiên của Viacom vào năm 2006. Trụ sở chính tại One Astor Plaza tại Midtown Manhattan, Thành phố New York, công ty hoạt động trên 170 mạng và đạt khoảng 700 triệu thuê bao tại khoảng 180 quốc gia, tính đến năm 2019.
Tài sản chính của công ty bao gồm xưởng phim và truyền hình Paramount Pictures, CBS Entertainment Group (bao gồm mạng truyền hình CBS, đài truyền hình và các tài sản khác mang thương hiệu CBS), mạng nội địa (bao gồm cáp cơ bản và cáp cao cấp có trụ sở tại Hoa Kỳ các mạng truyền hình bao gồm MTV, Nickelodeon, BET, Comedy Central và Showtime), các mạng quốc tế (bao gồm các phiên bản quốc tế của các mạng ViacomCBS trong nước cũng như các mạng theo khu vực cụ thể), các dịch vụ phát trực tuyến của công ty, bao gồm Paramount+ và Pluto TV, và Simon & Schuster (bán cho Penguin Random House đang chờ xử lý vào năm 2021).
Năm 2024, National Amusements đã tổ chức các cuộc đàm phán về khả năng sáp nhập hoặc mua lại Paramount Global, với Warner Bros. Discovery, Sony Pictures, Apollo Global Management, Edgar Bronfman Jr., Allen Media Group và Skydance Media đều đang cân nhắc việc mua lại công ty. Đến ngày 3 tháng 6, Paramount được cho là đã đồng ý các điều khoản sáp nhập với Skydance. Tuy nhiên, đến ngày 11 tháng 6, các cuộc đàm phán sáp nhập giữa Paramount và Skydance đã đổ vỡ, dẫn đến việc sáp nhập được đề xuất bị hủy bỏ. Các công ty nối lại đàm phán thỏa thuận và vào ngày 2 tháng 7 năm 2024, Skydance đã đạt được thỏa thuận sơ bộ để thành lập "Paramount Skydance Corporation" thông qua việc sáp nhập 3 bên giữa công ty, National Amusements và Paramount. Vào ngày 24 tháng 7 năm 2025, việc sáp nhập đã được chấp thuận, hơn một năm sau thỏa thuận sáp nhập. Việc sáp nhập đã hoàn tất vào ngày 7 tháng 8 năm 2025..

## Lịch sử
Thông qua một loạt các thương vụ sáp nhập, phân chia và hợp tác giữa các công ty, Paramount Pictures, CBS và Viacom đã có một lịch sử lâu dài liên quan đến nhau trước khi sáp nhập vào tháng 12 năm 2019.

### 1912–1986
Paramount Pictures được thành lập vào năm 1912 với tên gọi là Famous Players Film Company. CBS được thành lập vào năm 1927 và Paramount Pictures nắm giữ 49% cổ phần sở hữu từ năm 1929 đến năm 1932.
Năm 1952, CBS thành lập bộ phận CBS Television Film Sales xử lý quyền phát sóng cho thư viện phim truyền hình do CBS sở hữu. Bộ phận này trải qua các lần đổi tên: CBS Films vào năm 1958, CBS Enterprises Inc. vào ngày 1 tháng 12 năm 1967, trước khi được đổi tên thành Viacom (viết tắt của Video and Audio Communications) vào năm 1970. Năm 1971, bộ phận phát sóng này được tách ra trong bối cảnh các quy tắc mới của FCC cấm các mạng truyền hình sở hữu các công ty phân phối chương trình, duy trì cho đến năm 1993.
Cùng thời điểm đó, Paramount Pictures được Gulf and Western Industries mua lại vào năm 1966, sau đó đổi tên thành Paramount Communications vào năm 1989.

### 1986–2005
Năm 1986, Viacom đã mua MTV Networks và Showtime/The Movie Channel Inc. từ Warner Communications và American Express. Năm 1987, phần lớn cổ phần của Viacom đã được công ty điều hành rạp chiếu phim National Amusements mua lại.
Viacom sau đó đã mua 50,1% cổ phần của Paramount Communications vào tháng 2 năm 1994 với giá 9,75 tỷ đô la Mỹ, sau cuộc chiến kéo dài năm tháng với kênh truyền hình mua sắm QVC. Việc sáp nhập đã hoàn tất vào tháng 7. Năm 1999, Viacom đã thực hiện thương vụ mua lại lớn nhất cho đến nay bằng cách công bố kế hoạch sáp nhập với công ty mẹ cũ CBS Corporation, hậu thế của Westinghouse Electric Corporation do đã sáp nhập với CBS vào năm 1995. Việc sáp nhập đã hoàn tất vào năm 2000, dẫn đến việc CBS tái hợp với bộ phận phát sóng trước đây của mình.

### 2005–2019
Vào ngày 31 tháng 12 năm 2005, Viacom được chia thành hai công ty: công ty kế thừa trực tiếp CBS Corporation, và Viacom thứ hai, được thành lập như một công ty con.